# Rantau Langkap
Rantau Langkap is een bestuurslaag in het regentschap Tebo van de provincie Jambi, Indonesië. Rantau Langkap telt 1372 inwoners (volkstelling 2010).